# Tunde Bamidele
Tunde Bamidele (né le 17 mai 1953 au Nigeria britannique et mort en 1997) est un joueur de football international nigérian, qui évoluait au poste de défenseur.

## Biographie

### Carrière en sélection
Avec l'équipe du Nigeria, il figure dans le groupe des sélectionnés lors des Coupes d'Afrique des nations de 1978, de 1980 et de 1982. Son équipe remporte la compétition en 1980.
Il participe également aux Jeux olympiques de 1980. Lors du tournoi olympique organisé en Union soviétique, il joue trois matchs : contre le Koweït, la Tchécoslovaquie et la Colombie.
Il dispute enfin 7 matchs comptant pour les tours préliminaires de la coupe du monde 1982.

## Palmarès
Nigeria
- Coupe d'Afrique des nations (1) :
  - Vainqueur : 1980
  - Troisième : 1978